# Фатих (квартал в Кючюкчекмедже)
„Фатих“ (на турски: Fatih) е квартал на Истанбул, разположен в градска околия Кючюкчекмедже. Общата му площ е 1,5 км2. Според данни на Адресната система за регистриране на населението (ABPRS) към 2023 г. населението на „Фатих“ е 10 880 жители. Разположен е между езеро Кючукчекмедже и крайбрежието на Мраморно море.